# Vacina viva contra a doença de Marek
Vacina viva contra a doença de Marek (em latim: vaccinum morbi Marek vivum) é uma vacina veterinária preparada a partir de estirpes atenuadas do vírus da herpes do peru, galinhas ou estirpes atenuadas do vírus da doença de Marek. O preparado da vacina é liofilizado ou líquido.